# Allegra Goodman
Allegra Goodman (Brooklyn, 1967) è una scrittrice statunitense.

## Biografia
Nata nel 1967 a Brooklyn da famiglia ebraica e cresciuta a Honolulu, ha compiuto gli studi all'Università di Harvard e ha conseguito un dottorato di ricerca in letteratura inglese a Stanford.
Figlia della genetista Madeleine Goodman e del professore di filosofia Lenn Goodman, ad appena 7 anni ha pubblicato e illustrato il suo primo libro, Choo Choo. 
Autrice di 7 romanzi e due raccolte di racconti, suoi contributi sono apparsi su quotidiani e riviste quali il New Yorker.

## Opere

### Romanzi
- Choo Choo (1975)
- Paradise Park (1991), Roma, Fazi, 2003 traduzione di Cesare Avanzi ISBN 88-8112-411-4.
- Kaaterskill Falls (1998)
- Intuition (2006)
- The Other Side of the Island (2008)
- La collezionista di ricette segrete (The Cookbook Collector,2010), Roma, Newton Compton, 2012 traduzione di Carla De Caro ISBN 978-88-541-3694-6.
- The Chalk Artist (2017)

### Raccolte di racconti
- Total Immersion (1989)
- The Family Markowitz (1996)

## Premi e riconoscimenti

### Vincitrice
Premio Whiting
- 1991 vincitrice nella categoria "Narrativa"[5]

### Finalista
National Book Award per la narrativa
- 1998 finalista con Kaaterskill Falls[6]